# جوناثان غولدستاين (مؤلف)
جوناثان غولدستاين (بالإنجليزية: Jonathan Goldstein)‏ (22 أغسطس 1969، بروكلين في الولايات المتحدة)؛ مقدم برامج إذاعية، كاتب سيناريو وروائي أمريكي.

## روابط خارجية
- جوناثان غولدستاين على موقع IMDb (الإنجليزية)